# Avenida de San Ignacio (Pamplona)

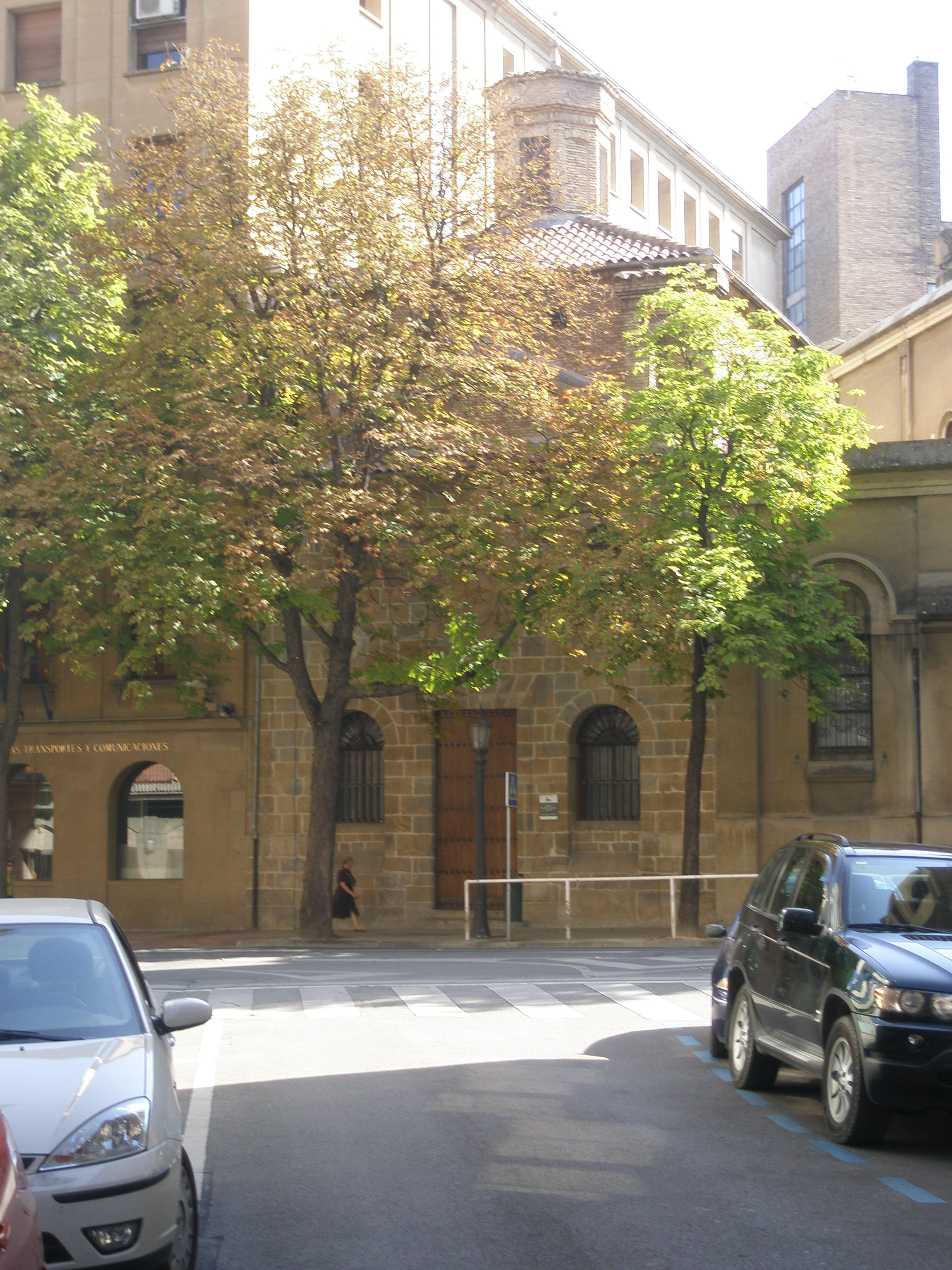
Vista de la actual calle Fernández Arenas, antiguamente llamada calle San Ignacio.

La Avenida San Ignacio es una vía del Segundo Ensanche de Pamplona, capital de Navarra. Es la vía más antigua de todo este barrio ya que nació en 1859, casi 60 años antes que el resto del barrio, aunque entonces era una simple calle. Actualmente, yendo de norte a sur, nace en el Paseo de Sarasate y finaliza en la Plaza Príncipe de Viana y su longitud es de unos 300 m con una anchura media de 20 m.

## Historia
Por acuerdo del Ayuntamiento de Pamplona, según recogen las actas municipales del 12 de enero de 1859, se establecía «que el trayecto que existe desde la lonja del descargue hasta San Ignacio, y toda la parte frente al Cuartel de Caballería, se denomine Calle de San Ignacio.» Según recoge J. J. Arazuri, «hasta esa fecha no existía como tal una calle» habiendo en sus aledaños construcciones como la Basílica de San Ignacio de Loyola, que motiva la denominación dada. Hasta mediados del siglo XIX estaba el Convento de las Carmelitas Descalzas, que desapareció para dar paso sobre su solar al actual Palacio de la Diputación, primero, y el edificio del Archivo General de Navarra, varios años más tarde, por un lado. Por el otro lado de la nueva calle había durante la primera mitad del siglo XIX el edificio de la alhóndiga municipal, almacén popularmente conocido como El Descargue, y en cuyo solar actualmente se levanta el edificio del Banco de España; también estaban las «traseras de la Casa de Misericordia (inaugurada el 15 de agosto de 1706) y la parte trasera del antiguo edificio del Vínculo de Pamplona. Esta calle de San Ignacio recorría la distancia que había entre la Diputación y el Vínculo. Luego se prolongó hasta la actual calle Yanguas y Miranda.
Cuando se construyó el Segundo Ensanche, se llamó Avenida San Ignacio a la vía que circulaba desde Diputación hasta la Plaza Circular, nombre anterior de la actual Plaza Príncipe de Viana. Por ello, y durante unos años, coexistieron dos vías diferentes, perpendiculares, con el mismo nombre. El 20 de marzo de 1936, a consecuencia de la numerosas confusiones que se producían, «se acordó dar el nombre de Fernández Arenas (Dª Trinidad) a la calle de San Ignacio, a fin de evitar molestias al vecindario por la duplicidad de vías con este nombre.»
La nueva avenida trazada por el arquitecto municipal Serapio Esparza Huici obligó en 1927 al retranqueo de la basílica  para lo cual fue necesario desmontar la fachada para alinearla con la nueva iglesia diseñada por este arquitecto y que fue inaugurada el 25 de marzo de 1927. Como resultado de esta operación quedó fuera del templo el simbólico lugar donde cayó el santo actualmente señalado por un placa sobre la acera.

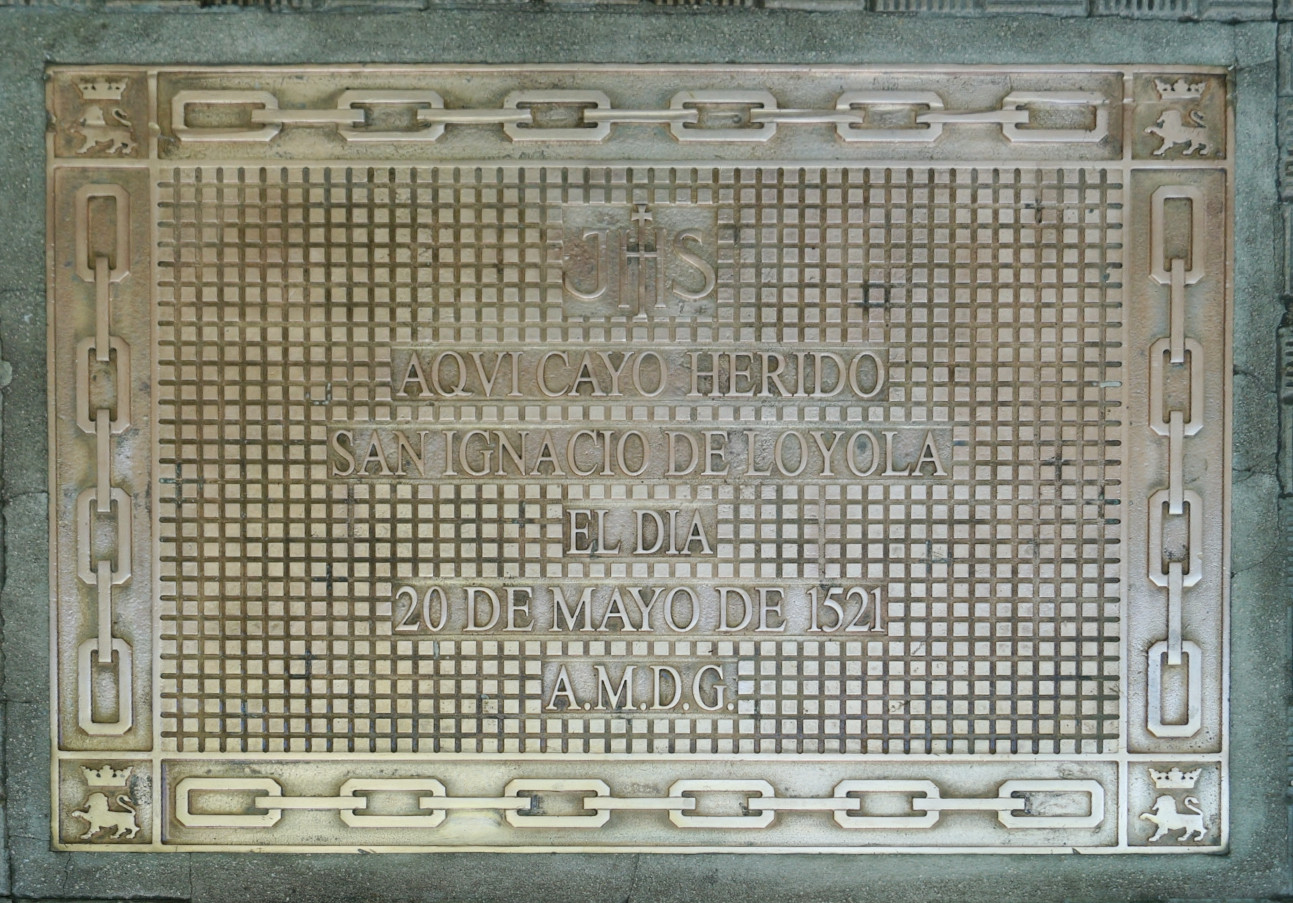

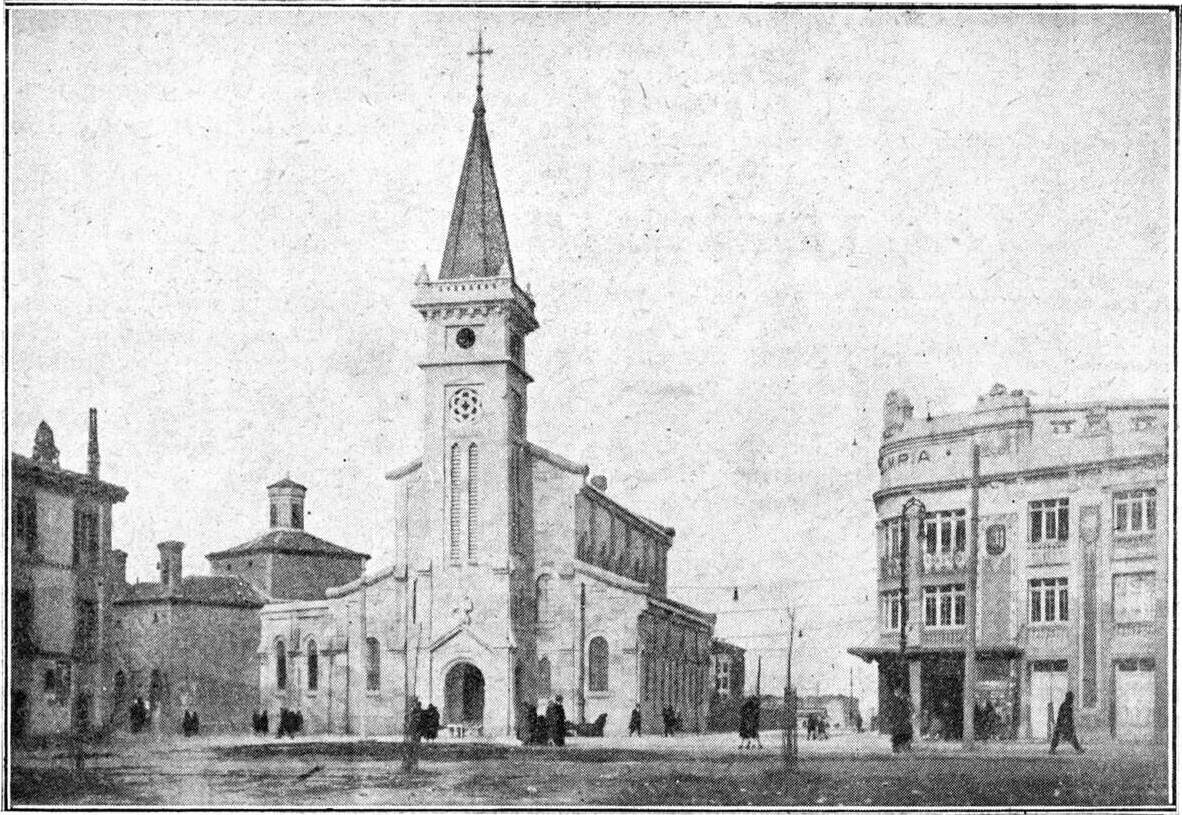
Avenida San Ignacio (1927). Foto de Aquilino García Deán.

## Vías de intersección
De norte a sur las vías de intersección son:

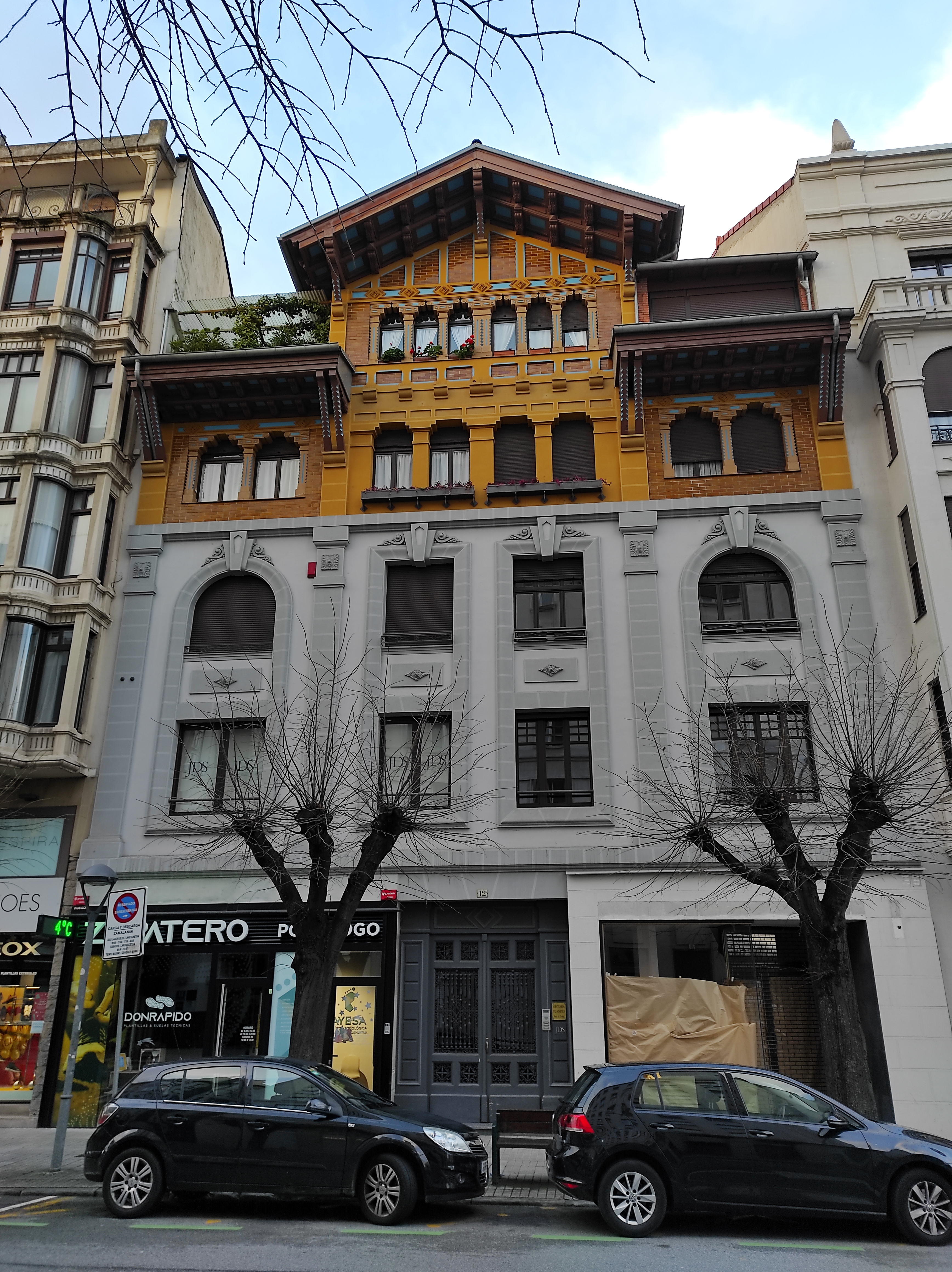
Casa Uranga (1922), de Víctor Eusa.

- Paseo de Sarasate (origen)
- Calle Trinidad Fernández Arenas
- Calle Cortes de Navarra
- Calle García Castañón
- Calle García Ximénez
- Avenida de Roncesvalles
- Calle Francisco Bergamín
- Plaza Príncipe de Viana (destino)

## Edificios y monumentos de interés
- Palacio de Navarra
- Edificio del Archivo General de Navarra
- Edificio del Banco de España
- Basílica de San Ignacio e iglesia homónima adyacente.
- Monumento a San Ignacio de Loyola en la glorieta triangular formada por las intersecciones por la avenida con las calles García Castañón y Cortes de Navarra. Esta calle, además, finaliza aquí y pasa a llamarse calle Estella hasta finalizar en la calle Yanguas y Miranda.
- Edificio "La Aurora". Levantado en 1954 por Víctor Eusa.[6]
- Edificio "La Vasco Navarra". Un edificio de Víctor Eusa, de 1924, recrecido en 1943 con una planta más.[7]
- Casa Uranga. Un edificio de Víctor Eusa de 1922.